# Liste der denkmalgeschützten Objekte in Kapfenstein
Die Liste der denkmalgeschützten Objekte in Kapfenstein enthält die 7 denkmalgeschützten, unbeweglichen Objekte der Gemeinde Kapfenstein im steirischen Bezirk Südoststeiermark.

## Denkmäler
| Foto |                 | Denkmal                                                                   | Standort                                 | Beschreibung | Metadaten |
| ---- | --------------- | ------------------------------------------------------------------------- | ---------------------------------------- | --- | --- |
| ja   | Datei hochladen | Schloss Kapfenstein HERIS-ID: 32655 Objekt-ID: 29778                      | Kapfenstein 1 Standort KG: Kapfenstein   | → Hauptartikel : Schloss Kapfenstein f1 | BDA-Hist.: Q1720714 Status: Bescheid Stand der BDA-Liste: 2025-06-30 Name: Schloss Kapfenstein GstNr.: .5 Schloss Kapfenstein                                       |
| ja   | Datei hochladen | Pfarrhof HERIS-ID: 60381 Objekt-ID: 72680                                 | Kapfenstein 2 Standort KG: Kapfenstein   | | BDA-Hist.: Q38091745 Status: § 2a Stand der BDA-Liste: 2025-06-30 Name: Pfarrhof GstNr.: 150/4 Pfarrhof Kapfenstein                                                 |
| ja   | Datei hochladen | Ehem. Volksschule HERIS-ID: 60380 Objekt-ID: 72679                        | Kapfenstein 3 Standort KG: Kapfenstein   | | BDA-Hist.: Q38091726 Status: § 2a Stand der BDA-Liste: 2025-06-30 Name: Ehem. Volksschule GstNr.: .127 Ehemalige Volksschule Kapfenstein                            |
| ja   | Datei hochladen | Gutshof/Meierhof von Schloss Kapfenstein HERIS-ID: 32665 Objekt-ID: 29789 | Kapfenstein 106 Standort KG: Kapfenstein | | BDA-Hist.: Q37949032 Status: Bescheid Stand der BDA-Liste: 2025-06-30 Name: Gutshof/Meierhof von Schloss Kapfenstein GstNr.: 154/1 Meierhof von Schloss Kapfenstein |
| ja   | Datei hochladen | Totenkammer am Friedhof Kapfenstein HERIS-ID: 64681 Objekt-ID: 77422      | Standort KG: Kapfenstein                 | | BDA-Hist.: Q38107837 Status: § 2a Stand der BDA-Liste: 2025-06-30 Name: Totenkammer am Friedhof Kapfenstein GstNr.: 708                                             |
| ja   | Datei hochladen | Kath. Pfarrkirche hl. Nikolaus HERIS-ID: 60382 Objekt-ID: 72681           | Standort KG: Kapfenstein                 | Die Pfarrkirche wurde im 17. Jahrhundert in Hanglage südlich unterhalb der Burg erbaut. Der nach Westen ausgerichtete Bau besteht aus einem dreijochigen Langhaus, einem einjochigen Chor sowie einem an den Chorschluss angebauten quadratischen Turm. Die Einrichtung stammt aus der 1. Hälfte des 18. Jahrhunderts. | BDA-Hist.: Q20754106 Status: § 2a Stand der BDA-Liste: 2025-06-30 Name: Kath. Pfarrkirche hl. Nikolaus GstNr.: .3 Pfarrkirche Kapfenstein                           |
| ja   | Datei hochladen | Herz-Jesu-Kapelle HERIS-ID: 32659 Objekt-ID: 29783                        | Standort KG: Mahrensdorf                 | | BDA-Hist.: Q37949003 Status: Bescheid Stand der BDA-Liste: 2025-06-30 Name: Herz-Jesu-Kapelle GstNr.: .34/1 Herz-Jesu-Kapelle (Mahrensdorf)                         |